# Ашкенази, Сергей Израилевич
Сергей Израилевич Ашкенази (род. 12 мая 1949 года, Одесса) — советский и российский кинорежиссёр, сценарист и писатель.

## Биография
В 1969 году окончил Одесское мореходное училище, а в 1976-м — Ленинградский институт театра, музыки и кинематографии, где он учился на отделении режиссуры телефильма. С 1977 года работал на Одесской киностудии. С 2000 года — на киностудии «Мосфильм».

## Творчество
Сергей Ашкенази снял такие фильмы, как «Глубокие родственники» (1980), «Время для размышлений» (1982), «Когда становятся взрослыми» (1985), «Криминальный талант» (1988) и др. Он режиссёр и автор сценария фильмов: «Заложница» (1990), «Любовь — смертельная игра…» (1991), «Женская логика 2» (2002), «Женская логика 3» (2003), «Искушение» (2007), «Дело гастронома № 1» (2011), «Любовь за любовь» (2013).

## Фильмография

### Режиссёр-постановщик
- «Организация борьбы с пожарами в сельской местности» (1977, короткометражный)
- «Глубокие родственники» (1980, короткометражный)
- «Время для размышлений» (1982)
- «Когда становятся взрослыми» (1985)
- «Криминальный талант» (1988)
- «Заложница» (1990)
- «Любовь. Смертельная игра…» (1991)
- «Женская логика 2» (2002)
- «Женская логика 3» (2003)
- «Искушение» (2007)
- «Дело гастронома № 1» (2011)
- «Любовь за любовь» (2013)

### Сценарист
- «Заложница» (1990)
- «Любовь. Смертельная игра…» (1991)
- «Женская логика 2» (2002)
- «Женская логика 3» (2003)
- «Заказ» (2005)
- «Искушение» (2007)
- «В июне 41-го» (2008)
- «Пассажирка» (2008)
- «Дело гастронома № 1» (2011)
- «Байконур» (2012)
- «В ожидании моря» (2012)
- «Любовь за любовь» (2013)